# Emfase
In de linguïstiek verstaat men onder emfase (of nadruk) het totaal aan processen die tot een vergroting, overdrijving, benadrukking van een bepaald onderwerp kunnen leiden, met de bedoeling aandacht op iets te vestigen, om emoties te uiten of om drukdoenerij aan te geven. 
Onder andere hyperbolen, allegorieën en retorische vragen horen thuis in deze categorie.
In teksten kan gebruik worden gemaakt van typografische accentueringen als accenttekens, of het cursiveren van woorden. Minder gebruikelijke methodes zijn: onderstrepen, vet,  s p a t i ë r e n , klein kapitaal, kleur en grote letters.
Ook het gebruik van woorden kunnen het effect geven, zoals het gebruik van zij in plaats van ze of het gebruik van een inverse: Luisteren zul je!. Als zodanig kan het als stijlfiguur worden gezien.